# Drive Like Jehu
A Drive Like Jehu amerikai post-hardcore/emo
/math rock/noise rock zenekar volt a kaliforniai San Diegóból.
1990-ben alakultak, a következő felállással: Rick Froberg, John Reis, Mike Kennedy és Mark Trombino. Froberg és Reis a Pitchfork tagjai voltak, Kennedy és Trombino pedig a Night Soil Man sorait erősítették. Miután ezek az együttesek feloszlottak, a négy tag új együttest alapított: ez lett a Drive Like Jehu.
Pályafutásuk alatt két nagylemezt adtak ki. A második, a Yank Crime bekerült az 1001 lemez, amelyet hallanod kell, mielőtt meghalsz című könyvbe. Az album továbbá kultikus státuszt ért el, ennek ellenére 1995-ben feloszlottak. Reis a Rocket from the Crypt-ben folytatta, míg Trombino sikeres lemezproducer és hangmérnök lett. Froberg és Kennedy a zenén kívül folytatták. Reis és Froberg később ismét együtt játszottak a Hot Snakes nevű zenekarban.
2014-ben újból összeálltak egy koncert erejéig. 2015-ben folytatták a koncertezést, amely 2016-ban zárult le. Így ebben az évben végleg feloszlott a zenekar.

## Tagok
- Rick Froberg – ritmusgitár, ének
- Mike Kennedy – basszusgitár
- John Reis – gitár, vokál
- Mark Trombino – dob

Korábbi tagok
- Chris Bratton – dob (1990)

## Diszkográfia
- Drive Like Jehu (1991)
- Yank Crime (1994)